# Bill Camp
William Camp (ur. 13 października 1964 w Massachusetts) – amerykański aktor, który wystąpił m.in. w filmach Lincoln, Zniewolony, Birdman i Joker. Nominowany do nagrody Tony za rolę w przedstawieniu Czarownice z Salem.

## Życiorys
Urodził się i dorastał w Massachusetts jako syn Patricii L. Camp, bibliotekarki, i Petera B. Campa. W dzieciństwie fascynował się Monty Pythonem i Bennym Hillem. Brał udział w szkolnych przedstawieniach takich jak Godspell, Scrooge w roli tytułowej i Czekając na Godota jako bezimienny chłopiec. Jako uczeń prestiżowej Groton School, gdzie jego ojciec był nauczycielem i zastępcą dyrektora, grał w hokeja i piłkę nożną. W szkolnej inscenizacji Czarownice z Salem grał Gilesa Coreya. Po ukończeniu Uniwersytetu Vermontu, studiował aktorstwo w Juilliard School.
Karierę sceniczną rozpoczął od występów na off-broadwayowskiej scenie w sztukach Williama Shakespeare’a takich jak Wieczór Trzech Króli (1989) w roli kelnera, Tytus Andronikus (1989) jako Chiron, Hamlet (1990) jako oficer Marcellus, Troilus i Kresyda (1995) jaki Parys i Makbet (1999) w roli tytułowej króla szkockiego Makbeta. W 1992 trafił po raz pierwszy na Broadway w roli Konstantego Gawryłowicza Trieplewa w sztuce Antona Czechowa Mewa. W 2002 za rolę Quango Twistletona w przedstawieniu Tony’ego Kushnera Homebody/Kabul otrzymał nagrodę Obie. W 2016 za kreację wielebnego Johna Hale’a, idealistycznego łowcy czarownic w Czarownicach z Salem zdobył nominację do nagrody Tony dla najlepszego aktora drugoplanowego w sztuce.
Debiutował na kinowym ekranie w biograficznym dramacie sądowym Barbeta Schroedera Druga prawda (1990) u boku Jeremy’ego Ironsa i Glenn Close. Za rolę detektywa Dennisa Boxa w miniserialu kryminalnym HBO Długa noc (2016) był nominowany do Emmy. Po występie w dramacie Paula Dano Kraina wielkiego nieba (2018), został obsadzony jako Gerald Ford w biograficznej czarnej komedii Adama McKaya Vice (2018). Rola pana Shaibela w miniserialu Netfliksa Gambit królowej (2020), przyniosła mu nominację do nagrody Gildii Aktorów Ekranowych.

## Życie prywatne
4 września 2004 poślubił aktorkę Elizabeth Marvel, którą poznał na studiach w Juilliard School. Mają syna Silasa (ur. 2007).

## Filmografia

### Filmy
| Rok  | Tytuł                           | Rola                 | Reżyser               | Uwagi              |
| ---- | ------------------------------- | -------------------- | --------------------- | ------------------ |
| 1990 | Odmiana losu                    | Bill                 | Barbet Schroeder      |                    |
| 1997 | Przodem do tyłu                 | Bachelor Party Guest | Frank Oz              |                    |
| 1998 | Hazardziści                     | Eisenberg            | John Dahl             |                    |
| 2005 | The Dying Gaul                  | Malcolm              | Craig Lucas           |                    |
| 2007 | Droga do przebaczenia           | Desk Cop             | Terry George          |                    |
| 2008 | The Guitar                      | Pa Wilder            | Amy Redford           |                    |
| 2008 | Uwiedziony                      | Clancey Controller   | Marcel Langenegger    |                    |
| 2009 | Wrogowie publiczni              | Frank Nitti          | Michael Mann          |                    |
| 2010 | Tamara i mężczyźni              | Glen McGreavey       | Stephen Frears        |                    |
| 2012 | Siła perswazji                  | Van                  | Craig Zobel           |                    |
| 2012 | Gangster                        | szeryf Hodges        | John Hillcoat         |                    |
| 2012 | Lincoln                         | pan Jolly            | Steven Spielberg      |                    |
| 2013 | Zniewolony                      | Radburn              | Steve McQueen         |                    |
| 2013 | The Maid's Room                 | pan Crawford         | Michael Walker        |                    |
| 2014 | Birdman                         | Crazy Man            | Alejandro G. Iñárritu |                    |
| 2014 | Love & Mercy                    | Murry Wilson         | Bill Pohlad           |                    |
| 2015 | Witamy na Hawajach              | Bob Largent          | Cameron Crowe         |                    |
| 2015 | Pakt z diabłem                  | John Callahan        | Scott Cooper          |                    |
| 2016 | Nocny uciekinier                | Doak                 | Jeff Nichols          |                    |
| 2016 | Loving                          | Frank Beazley        | Jeff Nichols          |                    |
| 2016 | Jason Bourne                    | Malcolm Smith        | Paul Greengrass       |                    |
| 2016 | Gold                            | Hollis Dresher       | Stephen Gaghan        |                    |
| 2017 | Crown Heights                   | William Robedee      | Matt Ruskin           |                    |
| 2017 | Zabicie świętego jelenia        | Matthew Williams     | Jorgos Lantimos       |                    |
| 2017 | The Only Living Boy in New York | Uncle Buster         | Marc Webb             |                    |
| 2017 | Hostiles                        | Jeremiah Wilks       | Scott Cooper          |                    |
| 2017 | Gra o wszystko                  | Harlan Eustice       | Aaron Sorkin          |                    |
| 2017 | Kobieta idzie przodem           | generał Crook        | Susanna White         |                    |
| 2018 | Kraina wielkiego nieba          | Warren Miller        | Paul Dano             |                    |
| 2018 | Czerwona jaskółka               | Marty Gable          | Francis Lawrence      |                    |
| 2018 | Skin                            | Fred „Hammer” Krager | Guy Nattiv            |                    |
| 2018 | Grzeczny grzesznik              | Donny O’Connell      | Nicole Holofcener     |                    |
| 2018 | Vice                            | Gerald Ford          | Adam McKay            |                    |
| 2019 | Syn swego kraju                 | Henry Dalton         | Rashid Johnson        |                    |
| 2019 | Królowe zbrodni                 | Alfonso Coretti      | Andrea Berloff        |                    |
| 2019 | Joker                           | det. Garrity         | Todd Phillips         |                    |
| 2019 | Mroczne wody                    | Wilbur Tennant       | Todd Haynes           |                    |
| 2020 | Nowiny ze świata                | Corey Farley         | Paul Greengrass       |                    |
| 2021 | Pomiędzy                        | Hugh                 | Rebecca Hall          |                    |
| 2021 | Z/wewnątrz, część 2             |                      | Bill Camp             | segment In the Air |
| 2022 | Biały szum                      |                      | Noah Baumbach         |                    |
| 2022 | Pickup/Delivery                 | Larry                | Babe Howard           | krótkometr.        |
| 2023 | Dusiciel z Bostonu              | komisarz McNamara    | Matt Ruskin           |                    |
| 2023 | Dźwięk wolności                 | Vampiro              | Alejandro Monteverde  |                    |
| 2023 | Pogrzebani                      | Ray Loewen           | Maggie Betts          |                    |
| 2023 | Żegnajcie laleczki              | Curlie               | Ethan Coen            |                    |

### Telewizja
| Rok        | Tytuł                               | Rola                     | Uwagi               |
| ---------- | ----------------------------------- | ------------------------ | ------------------- |
| 1990       | Great Performances                  | Marcellus                | odcinek Hamlet      |
| 1994       | Ulice Nowego Jorku                  | Bronski                  | pilot serii         |
| 1995       | New York News                       |                          | 1 odc.              |
| 1999; 2004 | Prawo i porządek                    | Denny Rogis; Barney Rade | 2 odc.              |
| 2000       | Wielki Gatsby                       | Wilson                   | film TV             |
| 2003       | Joan z Arkadii                      | Painter God              | 1 odc.              |
| 2005       | Prawo i porządek: Zbrodniczy zamiar | Mickey                   | 1 odc.              |
| 2008       | Braterstwo                          | Agent Jarvis             | 3 odc.              |
| 2011       | Zakazane imperium                   | Glenmore                 | 1 odc.              |
| 2011       | Żona idealna                        | Daniel Clove             | 1 odc.              |
| 2012       | Układy                              | Samurai Seven / Hacker   | 6 odc.              |
| 2014–2015  | Manhattan                           | William Hogarth          | 5 odc.              |
| 2015–2017  | Pozostawieni                        | David Burton             | 4 odc.              |
| 2016       | Długa noc                           | Dennis Box               | 8 odc.              |
| 2018       | The Looming Tower                   | Robert Chesney           | miniserial; 8 odc.  |
| 2018       | The First. Misja na Marsa           | Aaron Shultz             | 1 odc.              |
| 2020       | Outsider                            | Howard Salomon           | miniserial; 10 odc. |
| 2020       | Monsterland                         | Stan                     | 1 odc.              |
| 2020       | Gambit królowej                     | pan Shaibel              | miniserial; 4 odc.  |
| 2021       | Rdza (American Rust)                | Henry English            | 9 odc.              |